# Pacific-12 Conference

De delstater som omfattas av PAC 12

Pacific-12 Conference (Pac-12) är en serie inom amerikansk collegeidrott.
Fullvärdiga medlemmar är lagen
Arizona Wildcats,
Arizona State Sun Devils,
California Golden Bears,
Colorado Buffaloes,
Oregon Ducks,
Oregon State Beavers,
Stanford Cardinal,
UCLA Bruins,
USC Trojans,
Utah Utes,
Washington Huskies, samt
Washington State Cougars.